# Ижсталь (завод)
ПАО «Ижста́ль» (ранее Ижевский металлургический завод) — российское промышленное предприятие, входящее в состав ведущей российской горнодобывающей и металлургической компании «Мечел». Комбинат расположен в Ижевске (Удмуртия) по адресу ул. Новоажимова, дом 6.
Выпускает сортовой и калиброванный прокат, холоднокатаную ленту, стальные фасонные профили высокой точности из конструкционных, инструментальных, быстрорежущих, нержавеющих марок стали. Потребителями продукции ПАО «Ижсталь» являются предприятия автомобильной, авиационной, нефтяной, горнодобывающей промышленности, строительного и оборонного комплекса, высокотехнологичного машиностроения, инструментальные заводы.
Управляющий директор — Сергей Михайлович Козённов.

## История

### До 1917 года

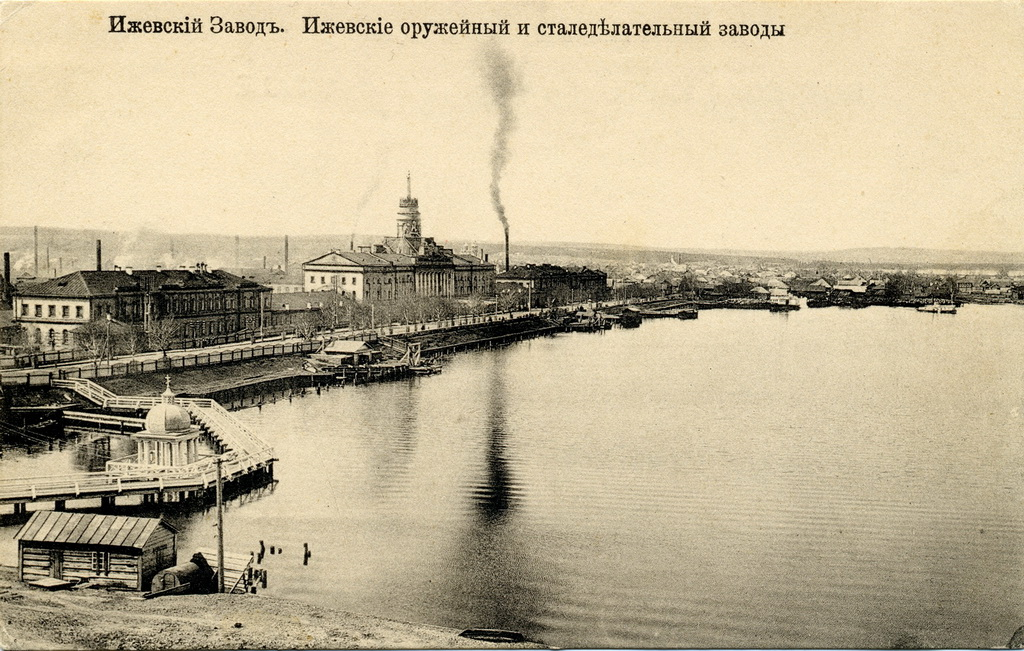
Ижевский оружейный и сталеделательный заводы. Ок. 1916 года

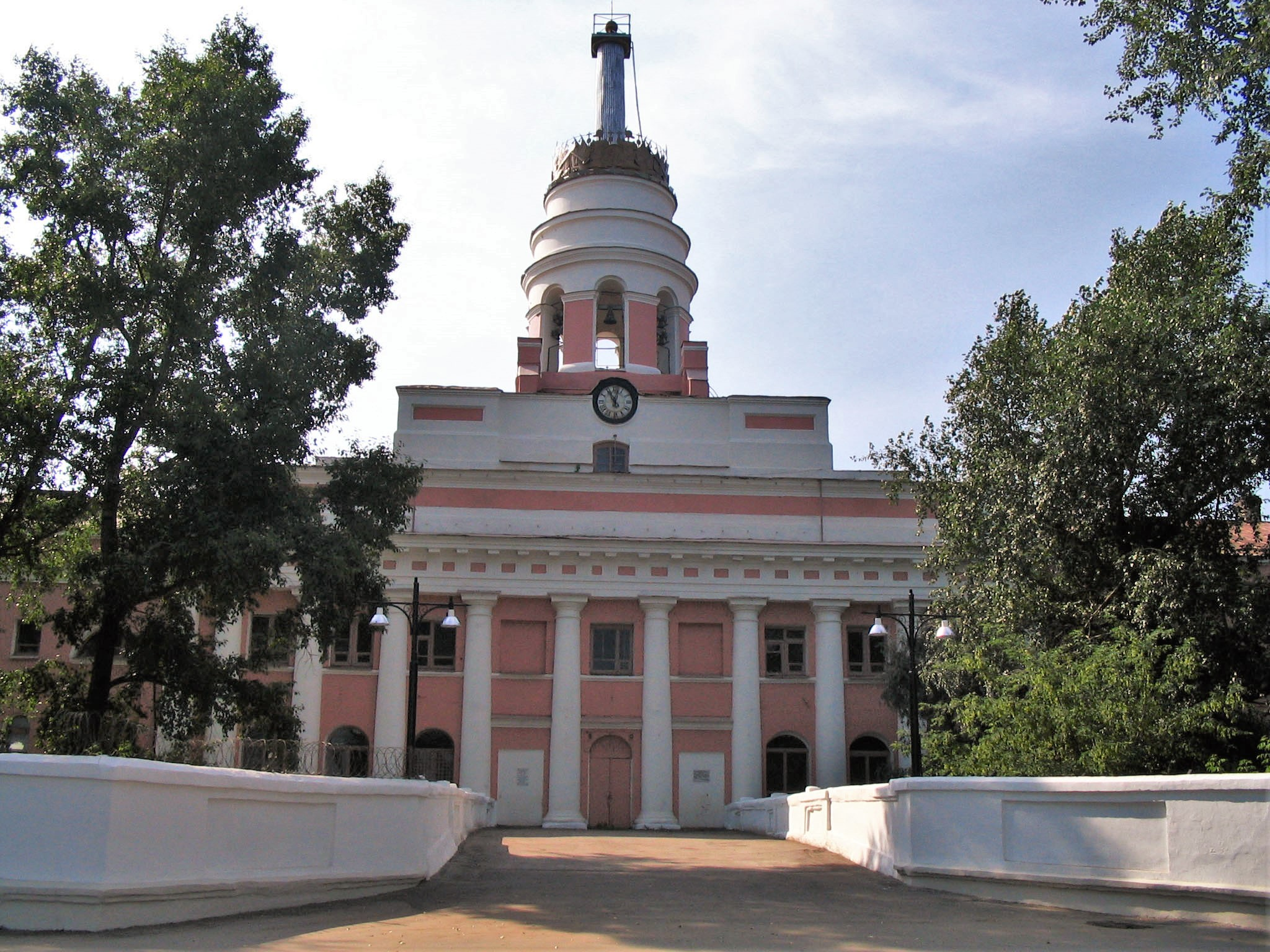
Главный корпус объединённого железоделательного завода

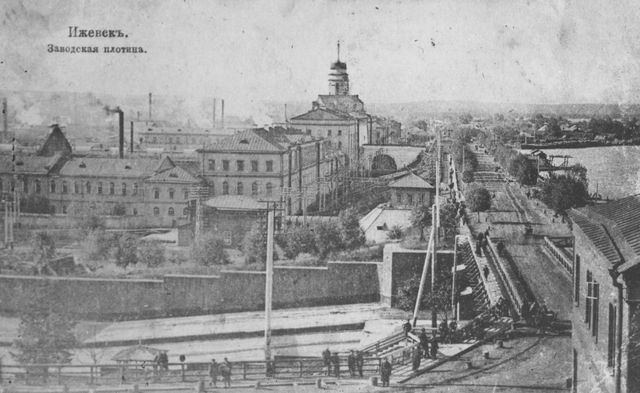
Заводская плотина. Ок. 1900 года

Завод был основан владельцем Гороблагодатских заводов графом Петром Ивановичем Шуваловым согласно указу Сената от 20 октября 1757 о строительстве железоделательного завода на реке Иж. Помощник графа Шувалова на Урале Алексей Степанович Москвин перевёл Гороблагодатских мастеров на строительство завода, а также привлёк согнанных силой окрестных крестьян, трудом которых в апреле 1760 года была заложена плотина Ижевского пруда. В 1763 году за долги завод перешёл в казну и был передан в горное ведомство. В 1764 году в Ижевске насчитывалось 56 изб, через два года 130. В 1763 же году завод изготовил первые 7 тысяч пудов кричного железа. В 1782 году завод перешёл в ведение Вятской казённой палаты, а в 1796 возвращён в Горное ведомство.
Кроме железа, изготавливали сталь и якоря для нужд российского флота. Готовая продукция шла в казну и на заграничный рынок. Для удовлетворения возросших потребностей русской армии в холодном и огнестрельном оружии в 1807 году на базе Ижевского железоделательного завода был построен новый оружейный завод, а металлургическое производство полностью ориентировано на выпуск металла для военных нужд.
К началу Отечественной войны 1812 года завод выпустил 2 тысячи ружей, в 1814-м — 10 тысяч ружей и 2,5 тысячи тесаков. В 1814 году на заводе была построена чугунолитейная мастерская и сталеделательная фабрика. В 1823 году вошла в строй кричная фабрика. На ковке кричного железа было задействовано 25 горнов и 22 молота. В 1826 году завод начал поставки железа полосового, сортового и уклада на оружейные заводы Тулы и Сестрорецка.
С 1855 года завод стал одним из основных поставщиков железа для всех оружейных заводов России. В этом году были запущены в эксплуатацию 6 кантуазский горнов и 4 молота. Во время масштабного перевооружения русской армии в 1867 году на заводе внедрено производство тигельной стали, необходимой для производства стальных стволов и не уступавшей по качеству завозимой из-за границы. В 1872 году сталелитейная мастерская в составе 12 газовых тигельных печей выдала 8500 пудов стали, в 1873-м были введены ещё 12 печей, а выпуск стали возрос до 300 пудов в сутки. В 1877 году дала первую плавку мартеновская печь (масса плавки 250 пудов), годом позже было положено начало прокатке сортовой стали.
Материалом для плавки стали служили гороблагодатский чугун, пудлинговое железо, бракованная тигельная сталь, ферромарганец и ферросилиций. Именно ижевские металлурги одними из первых применили в мартеновском производстве ферромарганец. Качественные показатели мартеновской стали заметно повысились, её начали использовать для изготовления оружия. В 1879 году поставки импортной стали для оружейников России полностью прекратились. Вся работа по выпуску столь необходимой российской продукции была возложена на ижевских металлургов. Таким образом, Ижевский завод стал эксклюзивным поставщиком оружейной стали для всех предприятий Российской империи.
На Всероссийской промышленно-художественной выставке, проходившей в 1882 году в Москве, завод получил диплом первого разряда «За ведение стального производства и в особенности за выделку инструментальной стали высшего достоинства».
В начале 1900-х ижевские металлурги освоили производство инструментальной стали. В это время были запущены вторая мартеновская печь, пятитонный молот, четыре 300-тонных парогидравлических пресса, освоено производство стальной проволоки, холоднокатаной ленты, патронных обойм. Численность персонала завода росла от года к году. В 1883 году — 714; 1890—1540; 1905 — около 5000 человек.
В конце XIX — начале XX века ижевская сталь получила широкую известность и мировое признание. На Сибирско-Уральской промышленной выставке 1887 года завод награждён золотой медалью «За отличную постановку стального дела». Летом 1900 года металлопродукция завода на Всемирной выставке в Париже получила высшую награду, а в 1909 году на Международной выставке новейших изобретений в Петербурге — «Диплом на малую золотую медаль за щитовую сталь».

### Революция и советские годы
В ходе Ижевско-Воткинское восстания 1918 года завод потерял большинство квалифицированных рабочих, многие корпуса опустели, оборудование было остановлено. В 1920-х годах завод постепенно возвращался в нормальный режим работы. В 1920-м году произведено 30 703 пуда стали; в 1921-м — 181 874; в 1922-м — 240 081. В 1925 году освоено производство авиационной стали для коленчатых валов и других деталей самолётостроения. В 1926-м возобновили работы по строительству второго мартеновского цеха, заложенного ещё в 1916 году. В 1929 и 1930 годах запустили две 25-тонных мартеновских печи. Также в 1930-м был введён в эксплуатацию 1000-тонный парогидравлический пресс, позволивший освоить поковки коленчатых валов весом 70—80 кг. В листопрокатной мастерской ввели в строй стан «400», огнеупорную мастерскую, построили паровозное и вагонное депо, здание механической мастерской.
В 1930 году на заводе создана научно-исследовательская лаборатория под руководством В. Н. Семёнова. В числе прочих исследований специалисты лаборатории разработали технологию производства нихрома в тигельных печах, ламелей для ткацких станков, граммофонных пружин.
В 1931 году советским правительством (приказ ВСНХ от 5 апреля 1931 года) было принято решение расширить завод, превратив его в одно из крупнейших предприятий металлургии. В 1934 году были запущены ТЭЦ, газогенераторная станция, мощный блюминг фирмы «Крупп», выпущена первая плавка в электросталеплавильной печи. В 1935 году в эксплуатацию введены новые чугунолитейный и сталепроволочный цехи, проведена реконструкция кузнечного цеха.
В 1933 году на завод поступил первый крупный заказ на изготовление поковок для самолёта «Максим Горький», а в 1937-м был откован 200-килограммовый коленвал для самолёта АНТ-25.
В 1939 году железоделательный завод был разделён на сталеделательный и машиностроительный.

### Годы Великой Отечественной войны
Памятные таблички на стенах восточной проходной завода
Во время Великой Отечественной войны ижевские металлурги поставляли металл для производства оружия и военной техники более чем 150 предприятиям страны. Из него ковали головки снарядов «катюш», корпуса морских мин, коленчатые валы для самолётов, щиты пулемётов «максим». Методом горячей завивки делали пружины для ковровских автоматов и ижевских противотанковых ружей.
Цеха работали на пределе своих возможностей: капитальный ремонт обжимного стана в сортопрокатном цехе был произведён за 5 суток вместо 12, оборудование блюминга было отремонтировано за 80 часов при длительности аналогичного ремонта в 250 часов в довоенные годы, ставились рекорды по скорости плавки, в срочном порядке велись поиски заменителей дорогостоящих легирующих материалов. Газогенераторы были реконструированы для работы на дровах и на угле.
В ноябре 1943 года была запущена на мазуте третья мартеновская печь. Выпуск проволоки и калиброванной стали в 1943 году составил 16 100 тонн, что в полтора раза превышало проектную мощность цеха. Собственными силами механиков на заводе был смонтирован стан «400» и изготовлен проволочный стан «270».
Завод 22 раза занимал классные места во Всесоюзном соцсоревновании, шесть раз получал переходящее Красное знамя ЦК ВКП(б) и Совнаркома СССР.
Фронт получил от завода почти полтора миллиона тонн стали, 1100 тысяч тонн проката, около 150 тысяч тонн штамповок и поковок, 100 тысяч тонн проволоки, калибровки и ленты. Такое количество металла было произведено за десять предвоенных лет. В 1944 году за создание и выпуск новых марок высококачественной стали для стрелкового вооружения и авиации завод награждён орденом Ленина.

### Послевоенные годы

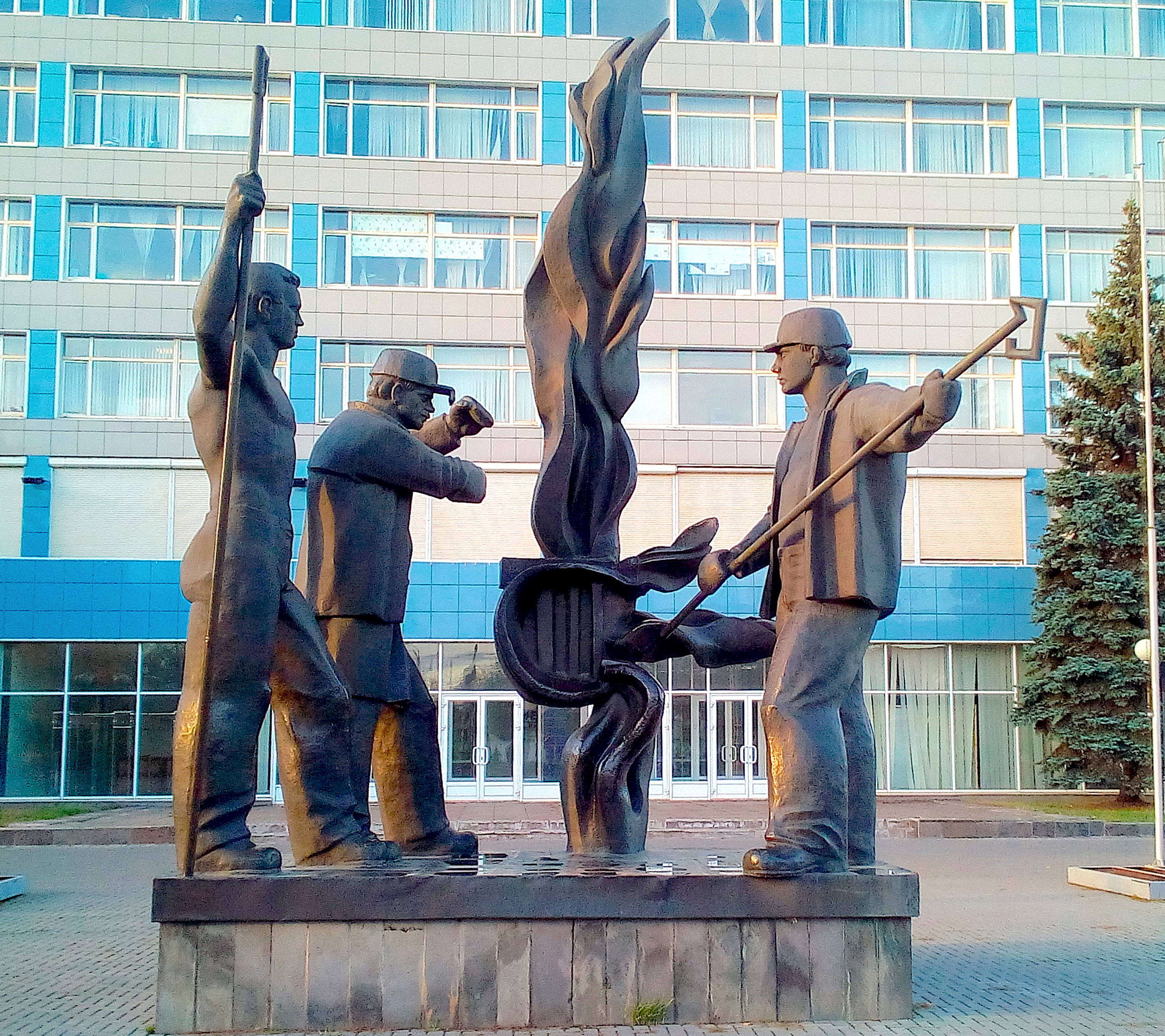
Памятник ижевским сталеварам у здания управления завода

В 1946 году завод вернулся к 8-часовому рабочему дню. Основными направлениями стали экономия ресурсов и модернизация производства, а также повышение качества продукции. Многие новшества, разработанные на Ижевском металлургическом заводе (использование магнезито-хромитового кирпича для футеровки печей, обезвоживание мазута теплом отходящих газов, обогрев прибыльной части слитка токами высокой частоты) перенимались металлургами других предприятий.
В 1953 году в подсобных помещениях 20-го цеха открылась школа рабочей молодёжи.
В 1957 году завод перестал получать государственные дотации и вновь стал рентабельным.
В послевоенные годы сталеплавильные цехи были полностью реконструированы. Мартеновские печи перевели с генераторного газа на мазут. Это позволило увеличить тепловые нагрузки и снизить удельный расход топлива на выплавку стали. В прокатном производстве в 1954 году введён в строй сортовой стан «450».
В 1950-х годах стартовала реконструкция, в ходе которой было освоено производство холоднокатаной ленты из нержавеющих сталей и прецизионных сплавов. Возвели один из крупнейших в стране цехов легированной проволоки. Сталь со специальной отделкой поверхности — серебрянка, выпускаемая в этом цехе, одной из первых в стране была удостоена Знака качества.
За успехи в освоении новых марок специальных сталей предприятие в 1960 году было удостоено ордена Трудового Красного Знамени, который вручал коллективу заместитель председателя Совета Министров СССР В. Н. Новиков.
В апреле 1963 года перед ижевскими металлургами была поставлена задача — освоить производство стальных фасонных профилей высокой точности. За создание отечественного производства стальных фасонных профилей высокой точности и разработку высокоэффективной технологии и оборудования для их изготовления группа работников предприятия в 1974 году отмечена Государственной премией СССР.
В 1965 году был построен корпус электросталеплавильного цеха. Вместе с Институтом электросварки имени Е. О. Патона в этом цехе была создана и внедрена в производство переплавная плазменно-дуговая печь, а также первая в СССР автоматизированная система управления технологией электрошлакового переплава.
В 1974 году запущен в эксплуатацию цех плющеной ленты. В 1971 году успехи и достижения завода отмечены орденом Октябрьской Революции, а в 1981 году за разработку комплексных технологических процессов, создание автоматизированного оборудования и освоение производства высокоточной плющеной ленты и составных поршневых колец для автомобильных и тракторных двигателей группа специалистов, в том числе представители «Ижстали», была удостоена премии Совета Министров СССР.
В 1980-х годах производственное объединение «Ижсталь» производило 30 % всего быстрореза, выпускаемого в Советском Союзе, легированных сталей, предназначенных, главным образом, для изготовления металлорежущего инструмента, который работает при высоких скоростях резания. В 1985 году выплавка стали по сравнению с 1960 годом выросла более чем на 50 процентов. Объём валовой продукции за двадцать лет реконструкции увеличился в четыре раза.
На рубеже XXI века благодаря реализации нескольких наукоёмких проектов ОАО «Ижсталь» за короткий срок вышло на мировой рынок металлов и завоевало на нём репутацию надёжного делового партнёра, способного на равных конкурировать с лучшими европейскими производителями специальных сталей. Система менеджмента качества имеет сертификат соответствия требованиям международного стандарта ISO 9001:2008. ОАО «Ижсталь» шесть раз побеждало в республиканском конкурсе «Лучший экспортёр Удмуртской Республики».
В 2001 году на заводе было изготовлено две копии Царь-пушки. Одна из них установлена в центре Донецка (в качестве подарка от Москвы), вторая — у восточной проходной завода (56°50′25″ с. ш. 53°11′40″ в. д.).

## Деятельность
С 2004 года предприятие работает в составе ОАО «Мечел». Продукция предприятия экспортируется в страны Европейского Союза, СНГ, США, Центральную Азию. Предприятие входит в металлургический дивизион Группы «Мечел», находящийся под управлением ООО «УК Мечел-Сталь».
В 2012 году на предприятии выполнена коренная реконструкция сталеплавильного производства и модернизация прокатных мощностей. Суммарный объём инвестиций Группы «Мечел» в техническое перевооружение завода превысил 195 миллионов долларов. Освоена уникальная технология производства жаропрочных сплавов, применяемых в ракето-, самолётостроении, современных противотанковых системах. Усовершенствована технология выпуска ствольной заготовки для скорострельных видов стрелкового оружия. По итогам 2014 года «Ижсталь» стала лауреатом премии Главы Удмуртской Республики в области качества.
В 2009 году было закрыто мартеновское производство. 25 ноября 2017 года на территории завода были демонтированы взрывом старые кирпичные трубы электромартеновского цеха.
В 2015 и 2017 годах завод награждался серебряной медалью международной промышленной выставки «Металл-Экспо» за достижения в области металлургии.

## Директора завода
- Савельев Дмитрий Фёдорович (1946—1965)
- Тарасов Василий Семёнович (1965—1980)
- Пономарёв Николай Алексеевич (1980—1988)
- Журавлёв Анатолий Иванович (1988—1992)
- Моисеев Валерий Васильевич (1992—2011)
- Кретов Константин Алексеевич (2011—2012)
- Щетинин Анатолий Петрович (2012—2016)
- Козённов Сергей Михайлович (2016 — наст. вр.)

## Предыдущие названия
- Ижевский железоделательный завод (1760—1884);
- Ижевский оружейный и сталеделательный заводы (1884—1939);
- Ижевский сталеделательный (металлургический) завод (1939—1995);
- Производственное объединение «Ижсталь» (1995—2004);
- ОАО «Ижсталь» (2004—2016).
- ПАО «Ижсталь» (с 2016 года)

## Социальные проекты

### Строительство жилья и объектов культуры
- Завод с 1926 года своими силами строил жилые дома в Ижевске. В конце 50-х годов на заводе было организовано производство силикальцитных блоков и кирпича, в 1958 году создали отдельных цех и участок блочного строительства. В 1958—1960 годы заводом было построено более 24 000 м² жилья в городке Металлургов[22].
- Работники завода принимали участие в строительстве Ледового дворца «Ижсталь» (открытие арены состоялось 27 сентября 1971 года) и Дворца культуры «Металлург»[23].
- Также заводчане участвовали в восстановлении и реконструкции Свято-Михайловского собора Ижевска[24].
- С 1967 года функционирует музей Ижстали[25].

### Спорт
ОАО «Ижсталь» на протяжении многих лет являлось учредителем одноимённого хоккейного клуба. В сезоне 1958—1959 команда «Труд», представляющая завод «Ижсталь», дебютировала в чемпионате СССР по хоккею с шайбой в классе «Б» 4-й зоны РСФСР.

## Галерея

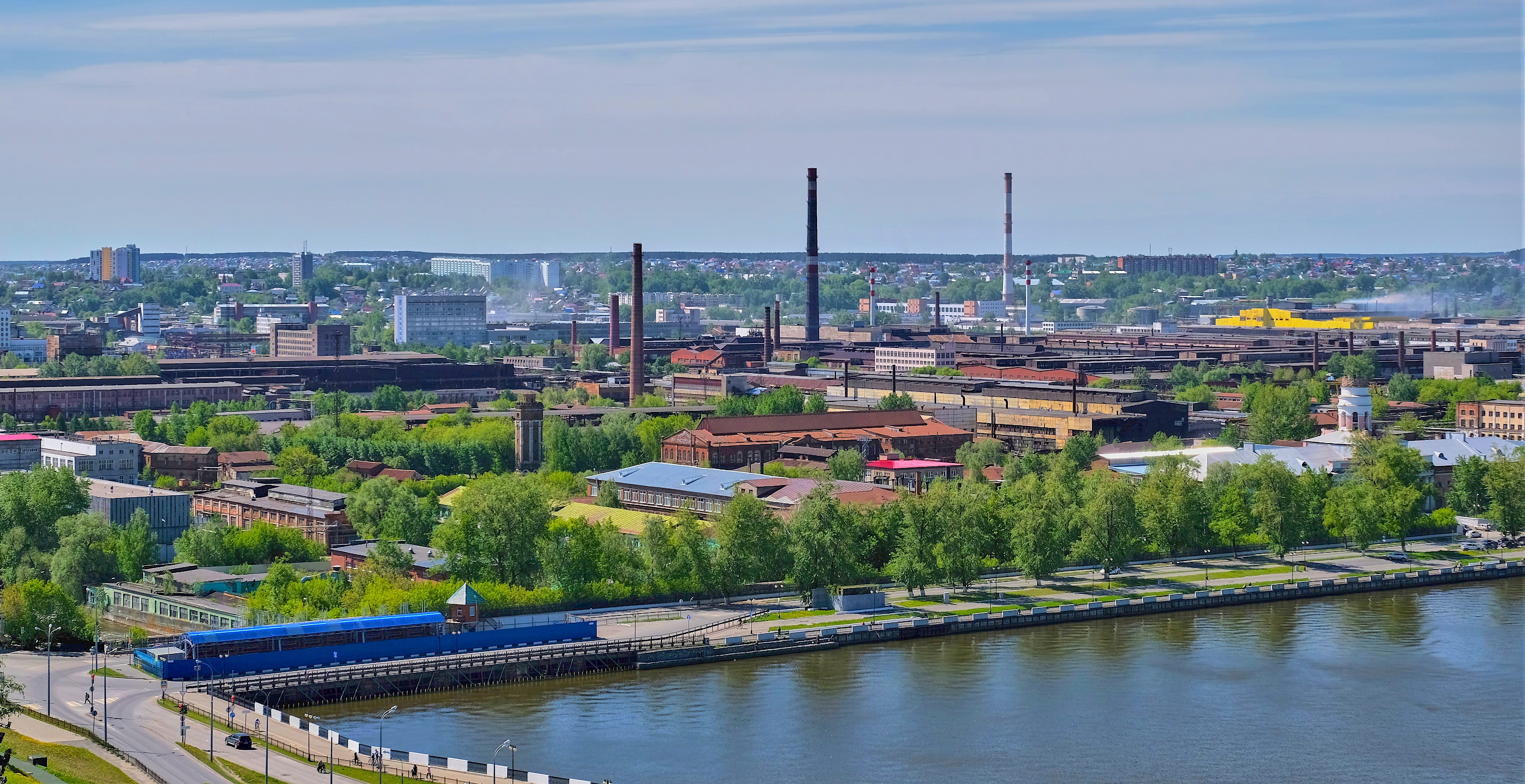
Вид на промплощадку со стороны Летнего сада
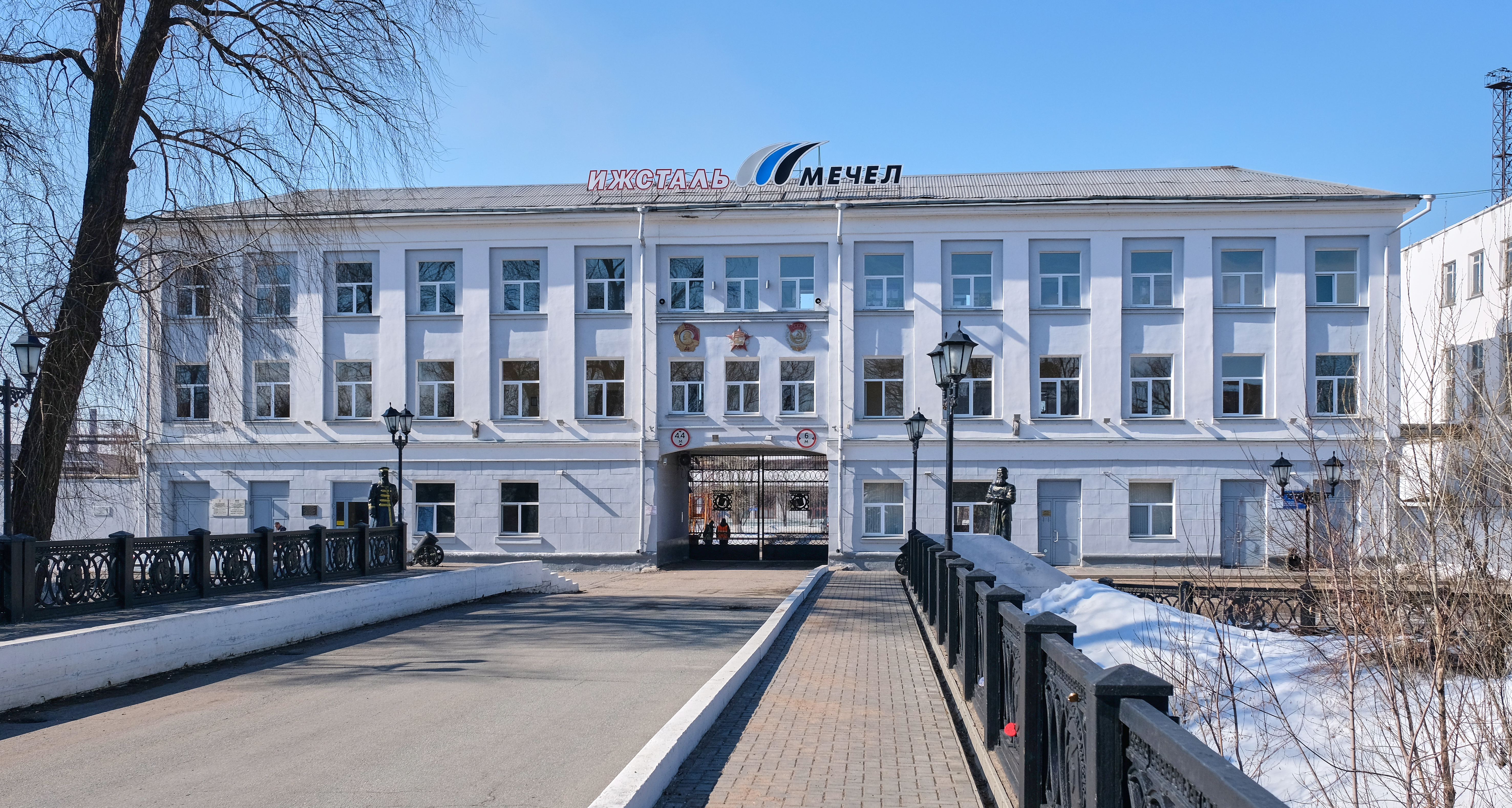
Восточная проходная
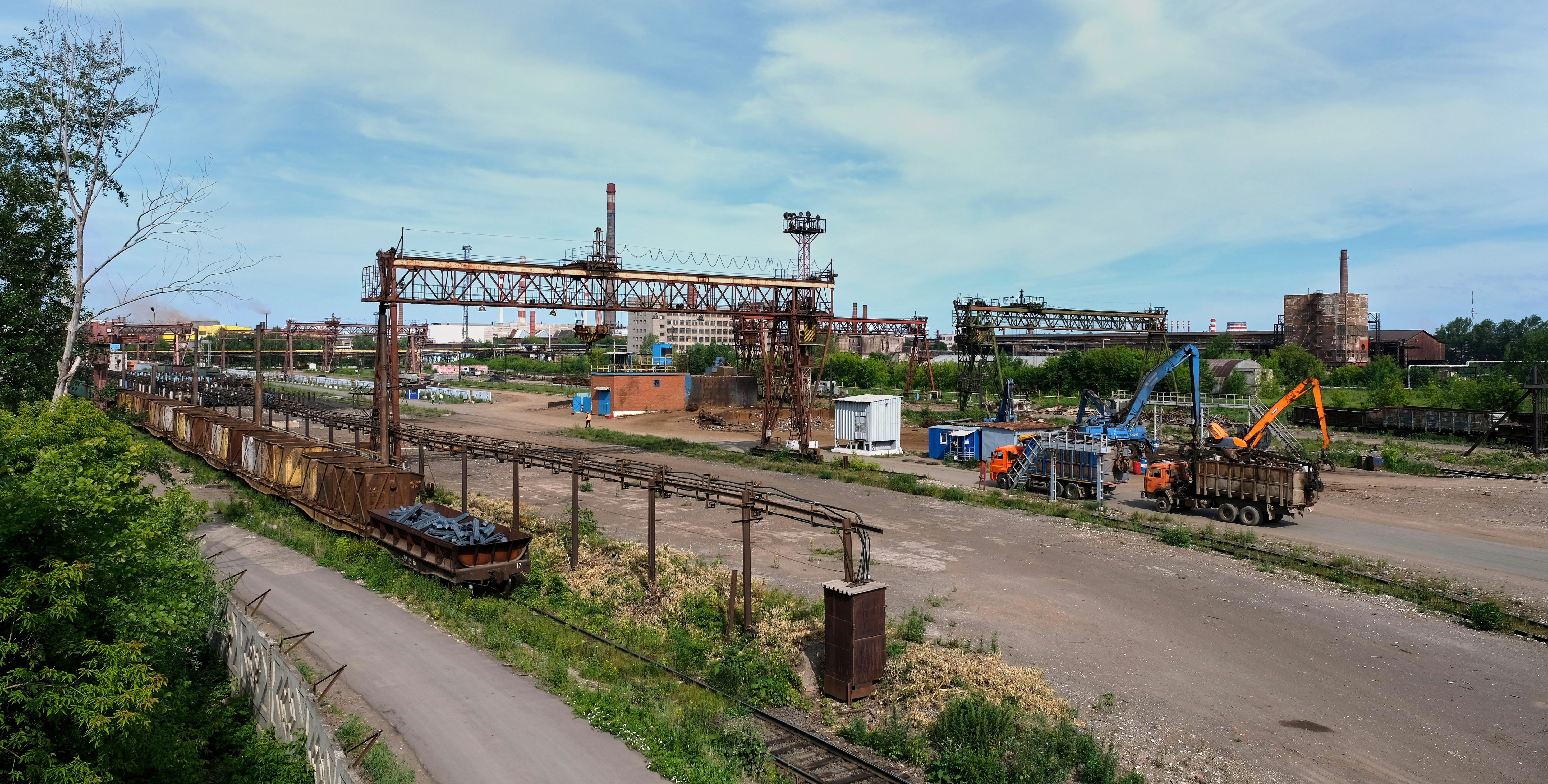
Вид на восточную часть промплощадки с ул. Новоажимова
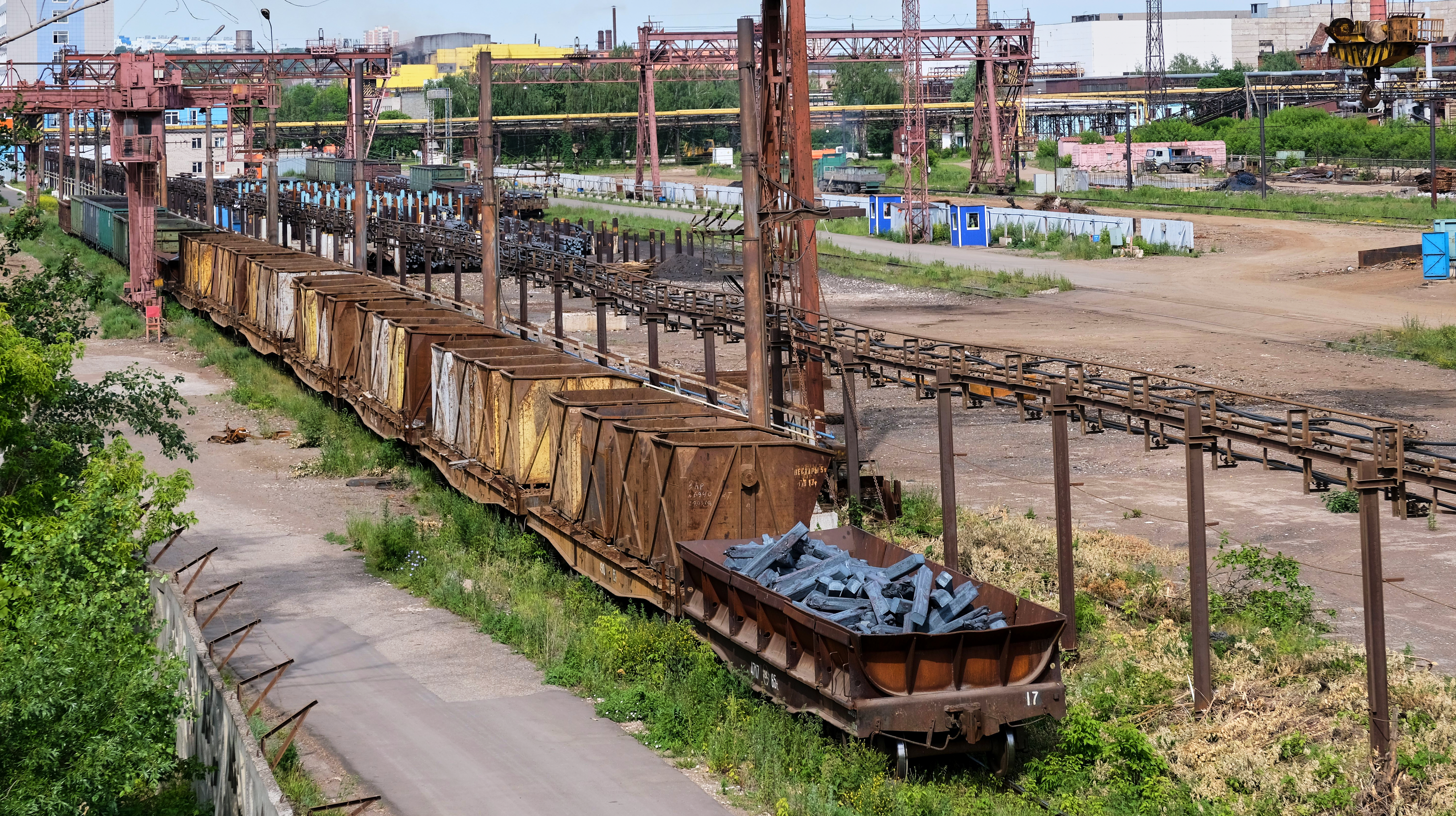
Открытый склад готовой продукции и склад металлолома
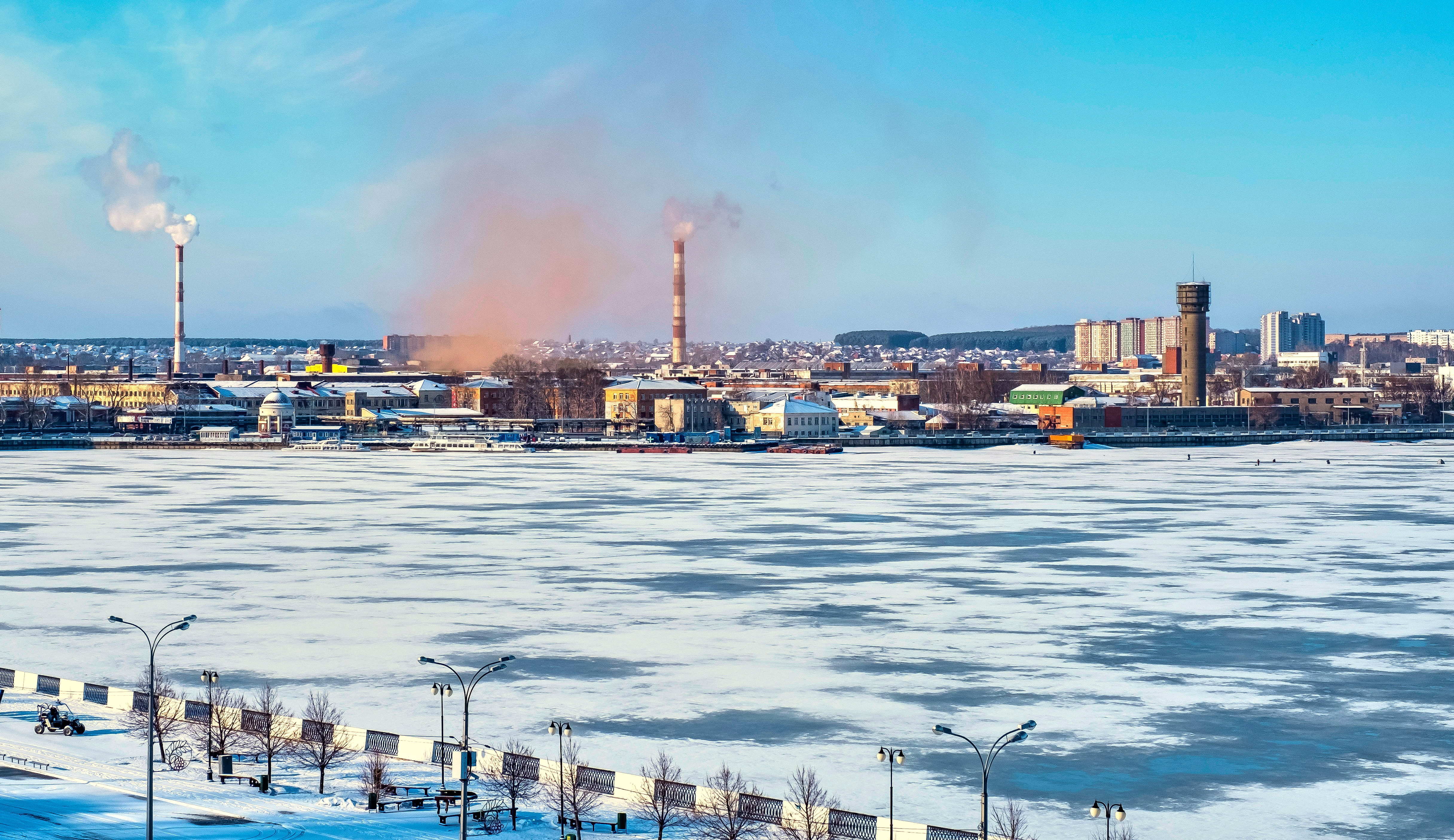
Выбросы в атмосферу
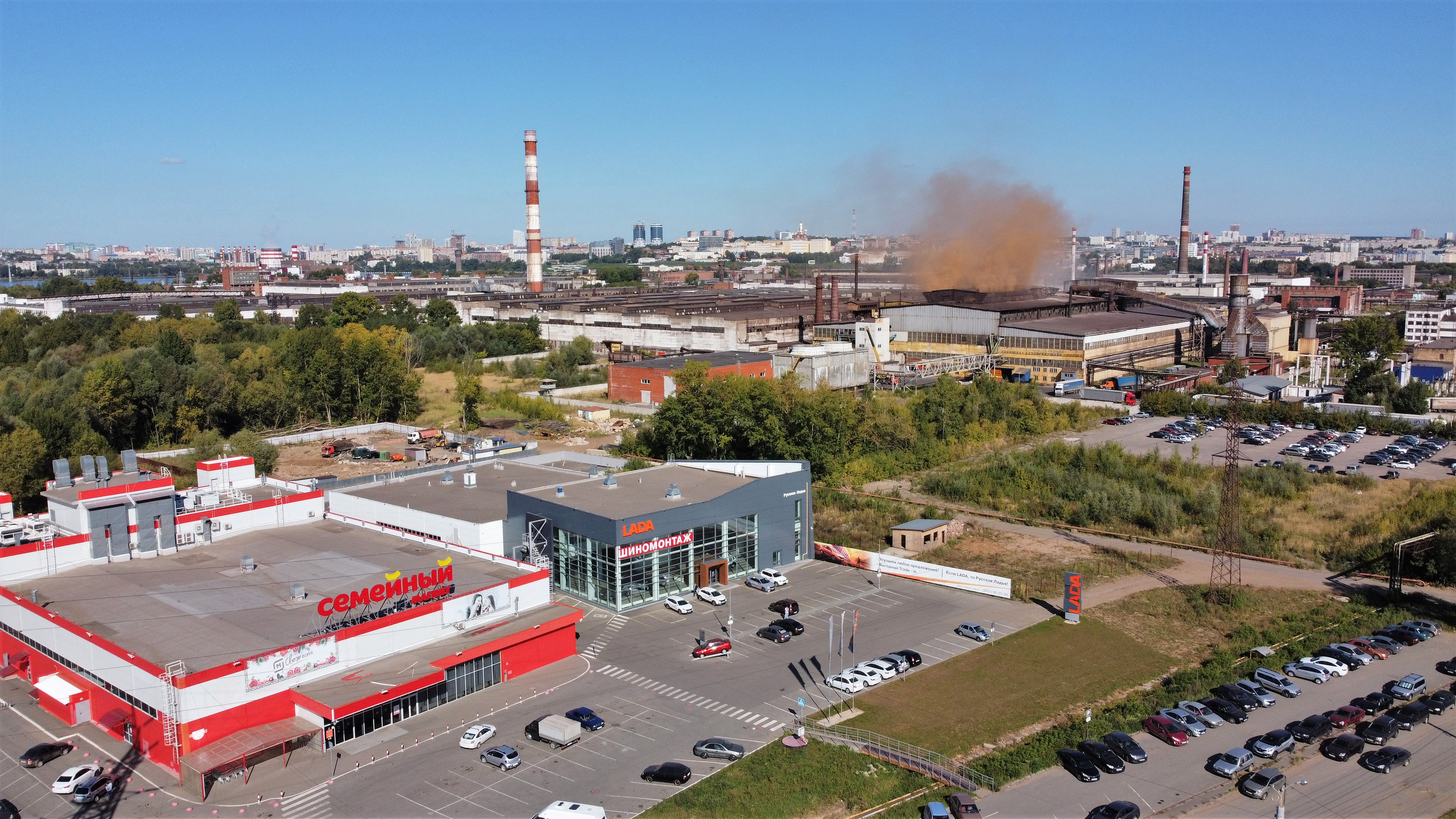
Вид с улицы Новоажимова
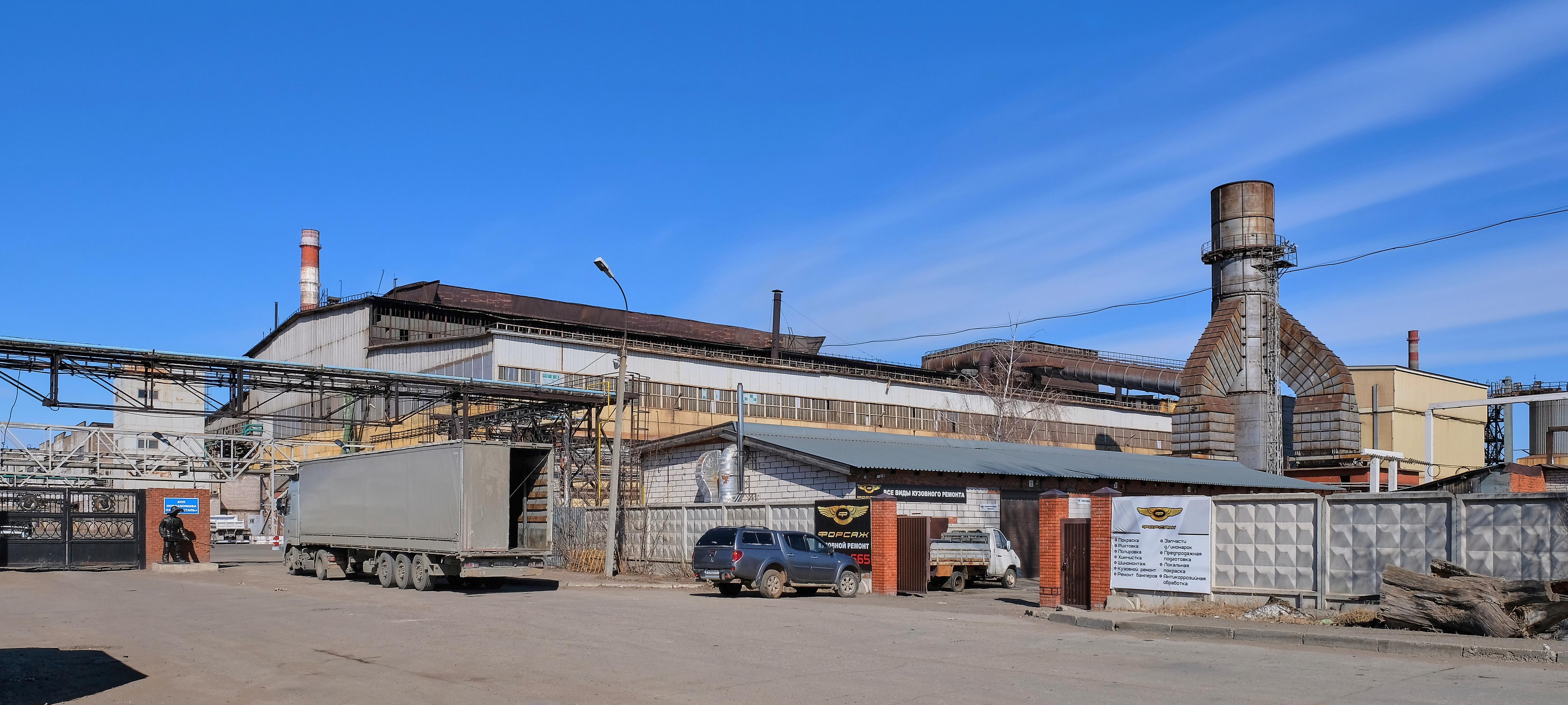
Вид на ЭСПЦ